# Василевка (Черновицкая область)
Васи́левка (укр. Василівка) — село в Сокирянской городской общине Днестровского района Черновицкой области Украины.
До 2020 года входило в Сокирянский район.
Население по переписи 2001 года составляло 1372 человека. Телефонный код — 3739. Код КОАТУУ — 7324081501.